# 永古約
永古約（西班牙語：Yunguyo），是秘魯的城鎮，位於該國東南部普諾大區，是永古約省的首府，處於的的喀喀湖畔，海拔高度3,847米，面積288.31平方公里，2008年人口12,625。
16°14′39.06″S 69°05′33.95″W / 16.2441833°S 69.0927639°W